# Diadegma erraticum
Diadegma erraticum är en stekelart som först beskrevs av Carl Gustav Alexander Brischke 1880.  Diadegma erraticum ingår i släktet Diadegma och familjen brokparasitsteklar. Inga underarter finns listade i Catalogue of Life.